# Liste des opérations du SAS
Cette page présente la liste des opérations du Special Air Service (SAS).

## Opérations de la Seconde Guerre mondiale
Ce qui suit est une liste, chronologique, des opérations effectuées par le Special Air Service pendant la Seconde Guerre mondiale.
Afrique du Nord
- Opération Squatter : 16/17 novembre 1941; raid sur des aérodromes de l'axe en Afrique du Nord.
- Raids sur les aérodromes de El Agheila (14 décembre 1941), Agedabia (21 décembre 1941), Barce et Al-Berka (en) (8 mars 1942), Benina (25 mars 1942), Benina et Berka (13 juin 1942), Bagoush (en), El Daba et Fuka (7 juillet 1942), Fuka (12 juillet 1942), Sidi Haneish (26 juillet 1942).
- Opération Green Room (début 1942).
- Opération Agreement : septembre 1942, raid sur Tobrouk.
- Opération Bigamy : septembre 1942, raid sur le port de Benghazi; Appelée également opération Snowdrop (Perce-neige).
- Opération Caravan : septembre 1942, raid sur l'aérodrome de Barce.
- Opération Nicety : septembre 1942, raid sur l'oasis de Jalo.
- Opération Palmyra

Méditerranée
- Opération Albumen : juin et juillet 1942, raids sur des aérodromes en Crète.
- Opération Chestnut : juillet 1943, raids en soutien à l'opération Husky en Sicile.
- Opération Narcissus : juillet 1943, raid contre un phare en Sicile en soutien à l'opération Husky.
- Opération Baytown : 3 septembre 1943, capture du port italien de Bagnara Calabra.
- Opération Speedwell : 7 septembre 1943, raid dans le Nord de l'Italie.
- Opération Begonia : octobre 1943, sauvetage de prisonniers de guerre en Italie.
- Opération Jonquil : octobre 1943, sauvetage de prisonniers de guerre en Italie.
- Opération Candytuft : octobre 1943, raid sur les voies ferrées en Italie.
- Opération Maple Driftwood : 7 janvier 1944, raid contre les voies ferrées au nord de Rome.
- Opération Baobab : 30 janvier 1944, destruction d'un pont ferroviaire près Anzio.

Europe du Nord-Ouest
- Opération Titanic : 6 juin 1944, diversion en Normandie.
- Opération Nelson : prévue en juin 1944, région d'Orléans, mais non exécutée.
- Opération Dingson : 6 juin 1944, parachutage de 18 Français libres du 4e Bataillon SAS dans le Morbihan.
- Opération Samwest : 6 juin 1944, parachutage de 18 Français libres du 4e Bataillon SAS dans les Côtes-du-Nord.
- Opération Cooney : 8 juin 1944, parachutage en Bretagne de 18 équipes (58 parachutistes) du 4e bataillon SAS de la France libre pour neutraliser le réseau ferré breton.
- Opération Grog : 14 juin 1944, base de recueil et de parachutage à la suite des opérations Dingson et Samwest après la dispersion de la base Samwest le 12 juin et de la base Dingson le 18 juin 1944.
- Opération Bulbasket : juin 1944, destruction de lignes de chemin de fer et de trains dans la Vienne et les Deux-Sèvres.
- Opération Houndsworth (en) : juin 1944, destruction de lignes de chemin de fer et de trains dans la région de Dijon.
- Opération Lost : 23 juin 1944, raid sur la Bretagne pour rétablir la liaison radio du 4e SAS dispersé, avec le commandement SAS en Grande-Bretagne.
- Opération Span : 1944.
- Opération Gain : juin 1944, raids contre les voies ferrées entre Paris et la Normandie.
- Opération Defoe (en) : juillet 1944, patrouilles en Normandie.
- Opération Hast : juillet 1944, collecte de renseignements dans le Nord de la France.
- Opération Gaff : juillet 1944, élimination ou capture d'Erwin Rommel.
- Opération Dickens : juillet 1944, raids contre les voies ferrées dans la région de Nantes.
- Opération Marshall : août 1944, opérations de destruction offensive en France.
- Opération Barker : août 1944, protection de l'armée américaine pendant son avance à travers la France.
- Opération Derry : 5 août 1944, parachutage de 82 Français libres du 3e bataillon SAS dans le Finistère à l'approche de l'armée américaine.
- Opération Snelgrove : août 1944, armement de la Résistance dans le sud de la France.
- Opération Dunhill : août 1944, opérations en Normandie comme support de l'opération Cobra.
- Opération Loyton : d'août à octobre 1944, opérations contre les bases arrière allemandes dans le massif vosgien.
- Opération Haggard : août 1944.
- Opération Harrod : août 1944, perturbation des mouvements de l'ennemi dans le centre de la France.
- Opération Kipling : août 1944, raids dans le Massif Central.
- Opération Jockworth : août 1944, perturbation des mouvements de l'ennemi dans le Sud-Est de la France.
- Opération Moses (Moïse) : août 1944, prend le relais de l’opération Bulbasket (Vienne).
- Opération Newton (en) : août 1944, opérations contre les bases arrière allemandes en Bourgogne et Champagne.
- Opération Wallace : août 1944, opérations en jeep, dans la région de Dijon.
- Opération Noah (en) : août 1944, collecte de renseignements dans les Ardennes françaises.
- Opération Wolsey : août 1944, collecte de renseignements dans le Nord-Est de la France.
- Opération Benson : septembre 1944, collecte de renseignements dans le Nord-Est de la France.
- Opération Spencer : septembre 1944, harcèlement des Allemands remontant du Sud - Ouest, sur la Loire (secteur Orléans - Nevers) par le 4e bataillon SAS français.
- Opération Brutus : septembre 1944, collecte de renseignements dans les Ardennes belges.
- Opération Caliban : septembre 1944, attaques des communications ennemies dans le Nord de la Belgique.
- Opération Pistol : septembre 1944, raids contre les voies ferrées dans l'Est de la France.
- Opération Fabian : septembre 1944, collecte de renseignements dans la région d'Arnhem aux Pays-Bas.
- Opération Gobbo : septembre 1944, collecte de renseignements dans la province de Drenthe en Pays-Bas.
- Opération Franklin : décembre 1944, soutien des forces américaines pendant la bataille des Ardennes.
- Opération Regent : décembre 1944, harcèlement des troupes allemandes pendant la bataille des Ardennes.
- Opération Galia : décembre 1944, collecte de renseignements dans le Nord de l'Italie.
- Opération Canuck : janvier 1945, opération dans le Nord de l'Italie.
- Opération Cold Comfort (en) : février 1945, raid au nord de Vérone.
- Opération Brake : mars 1945.
- Opération Tombola : mars 1945, opérations contre les bases arrière allemandes dans la région de Bologne.
- Opération Archway : mars 1945, opération de reconnaissance en support de l'opération Plunder.
- Opération Keystone (en) : avril 1945, opération près d'IJsselmeer aux Pays-Bas.
- Opération Larkswood : avril 1945, attaques en jeep dans le Nord de l'Allemagne.
- Opération Howard : avril 1945, opérations en jeep dans le Nord-Ouest de l'Allemagne.
- Opération Amherst : 7 avril 1945, opération aéroportée des 2 régiments SAS français aux Pays-Bas entre Hoogeveen et Groningue.
- Opération Apostle : mai 1945, désarmement de la garnison allemande de Norvège.

## Opérations de l'après-guerre
Insurrection communiste malaise
- Opération Prosaic.
- Opération Helsby : février 1952.
- Opération Hive : automne 1952.
- Opération Sword : février 1954.
- Opération Termite : juillet-novembre 1954.
- Opération Asp.
- Opération Sweep : février 1958.

Jebel Akhdar
- Prise du plateau du Jebel Akhdar à Oman, 1958-1959.

Confrontation indonésio-malaisienne
- Opération Hellfire.
- Opération Viper.
- Opération Claret : patrouilles transfrontalières en Indonésie.

Insurrection en Arabie du Sud (« Aden »/Yémen du Sud)
- Opération Nina.

Conflit nord-irlandais
- Opération Cuff : déploiement de la moitié de l'escadron B du 22 SAS en Irlande du Nord en 1974 lors de la formation de la 14 Intelligence Company[1].
- Opération Judy : le SAS tend une embuscade à Loughgall en Irlande du Nord et abat huit membres de la brigade d'East Tyrone de l'Armée républicaine irlandaise provisoire.
- Opération Flavius : le SAS tue trois suspects de l'IRA, désarmés, à Gibraltar le 6 mars 1988.
- Embuscade de Clonoe : le SAS abat quatre hommes de l'IRA provisoire qui se regroupaient après une attaque sur une base de la Police royale de l'Ulster dans le comté de Tyrone le 16 février 1992.

Guerre du Dhofar
- Opération Intradon dans la péninsule du Moussandam
- Opération Storm
- Opération Jaguar
- Operation Leopard
- Bataille de Mirbat : juillet 1972

Libération d'otages
- Opération Pagoda : création de l'équipe de libération d'otages du SAS.
- Opération Feuerzauber : opération du GSG 9 allemand à Mogadiscio en octobre 1977. Assistance du SAS.
- Opération Nimrod : Libération des otages de l'ambassade d'Iran à Londres en mai 1980.

Gambie
- En juillet 1981, deux hommes du SAS aident le président Dawda Jawara à se rétablir au pouvoir.

Guerre des Malouines
- Opération Paraquet : opérations de reprise de la Géorgie du Sud.
- Opération Prelim : attaque d'une base aérienne argentine à Pebble Island dans la nuit du 14-15 mai 1982.
- Opération Plum Duff.
- Opération Mikado.

Extrême-Orient
- Formation de groupes de résistance cambodgiens.

Colombie
- À partir de 1989, le SAS forme des unités colombiennes pour la lutte contre les cartels de la drogue.

Guerre du Golfe
- Chasse aux lanceurs de missiles Scud. Des patrouilles mobiles fouillent certaines zones du désert et des patrouilles fixes surveillent les lignes de communications irakiennes.

Liberia
- Une équipe du SAS assure la protection du personnel diplomatique à Monrovia en août 1990[1].

Éthiopie
- Évacuation de la famille de l'ex-empereur d'Éthiopie Haïlé Sélassié Ier en mai 1991, douze heures avant que les rebelles prennent le contrôle d'Addis-Abeba[1].

Zaïre
- Une équipe du SAS assure la protection de l'ambassade britannique à Kinshasa en 1991[2].

Siège de Waco
- Présence de deux observateurs du SAS auprès du FBI lors du siège de Waco au Texas en 1993[2].

Yougoslavie
- Équipes d'observateurs au service de la Force de protection des Nations unies (1994-1995).
- Opérations d'arrestations de personnes inculpées de crimes de guerre (1997-2001).
  - Opération Tango : opération d'arrestation de deux inculpés, Milan Kovacevic et Simo Drljaca en juillet 1997. Kovacevic est arrêté mais Drljaca tire sur les SAS, qui l'abattent.
  - Opération Ensue : opération d'arrestation de Stevan Todorovic en septembre 1998.

Cambodge
- Préparation du sauvetage d'otages européens enlevés par les Khmers rouges au Cambodge en juillet 1994, mais les otages seront exécutés[3].

Sierra Leone
- Une équipe SAS de deux hommes est envoyée étudier la possibilité du sauvetage d'Occidentaux pris en otages par des rebelles fin 1994. Les otages sont finalement libérés sans intervention militaire[2].

Algérie
- Une équipe du SAS protège l'évacuation de personnel diplomatique d'Alger en 1996[4].

Lima
- Observateurs et conseillers lors de la prise d'otages à l'ambassade du Japon à Lima au Pérou par le Mouvement Révolutionnaire Tupac Amaru en 1996-97.

Albanie
- Sauvetage du personnel de l'orphelinat de Elbasab, en Albanie en 1997.

Guerre du Kosovo
- Marquage laser des cibles au cours de la guerre du Kosovo et Opération contre les criminels de guerre.

Sierra Leone
- Opération Barras : libération de six Royal Irish Rangers capturés en Sierra Leone en septembre 2000.

Macédoine
- Opération en Macédoine avant l'arrivée des troupes de l'OTAN en 2001 : reconnaissances, hostilités de la population, collecte de renseignements, cartographie des points susceptibles d'embuscade.

Afghanistan
- Opération Determine.
- Opération Blood.
- Opération Trent : attaque contre les plantations d'opium d'Al-Qaïda et le centre de commandement en novembre 2001.

Zimbabwe
- Le SAS effectue des reconnaissances sur la frontière entre l'Afrique du Sud et le Zimbabwe en vue d'une éventuelle évacuation de citoyens britanniques en août 2002.

Guerre d'Irak
- Opération Row : Le SAS britannique et la Force Delta américaine sont envoyés dans l'ouest de l'Irak pour empêcher Saddam Hussein de lancer des Scud sur Israël.
- Opération Marlborough : élimination à Bagdad de trois kamikazes irakiens, dans la rue, avant qu'ils actionnent leurs détonateurs en juillet 2005.
- Basra prison incident à Bassorah en 2005 quand deux soldats du SAS ont été capturés par la police irakienne puis libérés par les forces britanniques.
- Operation Larchwood 4 pour capturer Abu Atiya en avril 2006.

## Filmographie
- Tobrouk, commando pour l'enfer, 1966, d'Arthur Hiller qui raconte, d'une manière romancée, l'opération Agreement
- Le Cinquième Commando, 1971, d'Henry Hathaway
- 6 Days, 2017, de Toa Fraser. Sur l'Opération Nimrod.